# Pseudorotalia
Pseudorotalia es un género de foraminífero bentónico de la subfamilia Ammoniinae, de la familia Rotaliidae, de la superfamilia Rotalioidea, del suborden Rotaliina y del orden Rotaliida. Su especie tipo es Rotalina schroeteriana. Su rango cronoestratigráfico abarca desde el Mioceno superior hasta la Actualidad.

## Clasificación
Pseudorotalia incluye a las siguientes especies:
- Pseudorotalia angusta
- Pseudorotalia borneensis
- Pseudorotalia gaimardii
- Pseudorotalia indopacificana
- Pseudorotalia leiqiongensis
- Pseudorotalia papillosa
- Pseudorotalia papuanensis
- Pseudorotalia persica
- Pseudorotalia schaubi
- Pseudorotalia schroeteriana
  - Pseudorotalia schroeteriana angusta